# Cantó de Tornai
El cantó de Tornai és un cantó francès del departament dels Alts Pirineus, situat al districte de Tarba. Té 26 municipis i el cap cantonal és Tornai.

## Municipis
- Audon
- Auliac Dessús
- Aurius
- Barbadan Dessús
- Begòla
- Bòrdas
- Burc
- Caharèth
- Calavantèr
- Casterar e Lanussa
- Clarac
- Godor
- Hrèisho e Hreishet
- Hita
- Lanespeda
- Lespuei
- Lhes
- Luc
- Mascarans
- Montledós
- Peirauba
- Pomarós
- Ricau
- Sindòu
- Tornai
- Uelhons
- Vernadèth Dessús

## Història
| Data d'elecció                           | Identitat      | Partit | Qualitat |
| ---------------------------------------- | -------------- | ------ | -------- |
| 1988-                                    | André Fourcade | PRG    |          |
| les dades anteriors no són pas conegudes |                |        |          |
|                                          |                |        |          |

## Demografia
| 1962  | 1968  | 1975  | 1982  | 1990  | 1999  | 2006  |
| ----- | ----- | ----- | ----- | ----- | ----- | ----- |
| 5.421 | 5.173 | 5.204 | 5.104 | 5.287 | 5.327 | 5.610 |